# 沈太福
沈太福（1954年—1994年4月11日），吉林梨树人，企业家，原长城机电科技产业公司总裁。1994年因贪污罪与行贿罪被处死刑（枪决）。

## 生平
沈太福1978年考入长春水利电力学校。1980年毕业后曾任职于长春市水利局、长春市科协。1984年起下海经商。与兄弟沈太安办起了个体科技开发咨询公司：宽城科技开发咨询处。后承包了一家亏损的街道企业—长春锅炉仪表厂。1985年，研制成功了双色液位计，获得国家机电部、交通部、劳动部等8个部委发文推广应用。当年扭亏为盈，获利47万元。1988年，沈太福携“双色液位计”技术到北京跟四通合作，成立“四通双色液位计技术公司”后，双方诉讼。第二年，沈太福退出。1989年3月16日经北京市新技术产业开发试验区批准，以30万元私人资本注册成立了集体性质的北京长城机电技术开发公司并担任总载。
1990年3月，辽宁省阜新矿务局设计处工程师屈维谦的“逆变型无整流予三相换向器电动机”（专利申请号为85.l.04845，就是“调速电机”）发明专利未能在规定期限内交纳专利审查期间的“申请维持费”，遂与寻找项目发展的沈太福合作。1990年6月，沈太福聘屈维谦为长城机电技术开发公司总工程师。屈维谦将专利卖给沈太福。通过召开大规模订货会，拿到了大量正式订单和意向订单。但交流调速装置一直没有过关，使得调速电机迟迟不能形成产业化生产。1991年9月，屈维谦离开长城机电。沈太福将名称改为“内反馈可控硅串级调速器”实用新型专利，重新申请。1992年3月25日获得中国专利局批准。1992年5月28日在钓鱼台国宾馆召开了部级鉴定会。
1992年左右，公司准备将新开发的调速电机投入生产，但没有足够资金。于是沈太福以高达24%的年利息向民间集资（与长城公司签订“技术开发合同”，投资额3000元起，上不封顶），并利用时任国家科学技术委员会副主任李效时以及《科技日报》等媒体记者的支持进行炒作，先后发表了《20天集资2000万》、《用高科技和我们百年不懈的改革开放筑起新的长城》以及《为了千百万父老兄弟》等长篇报道。形成了席卷全国的集资风暴，不到半年便通过10万投资者集资10亿多元人民币。当时，包括著名社会学家费孝通在内的一些学者也曾对沈太福的集资模式表示赞赏。
至1993年2月份，全国已有10万人卷入其中，长城公司在不到半年的时间里集资额高达10亿多元人民币，其中，北京的集资额最多，超过2亿元人民币。但后来，时任中共中央政治局常委、国务院副总理朱镕基等中央高层意识到此种集资模式威胁到了中央金融管制政策，下令终止其活动。1993年3月6日，沈太福收到中国人民银行发出的《关于北京长城机电产业集团公司及其子公司乱集资问题的通报》。《通报》指出，长城公司“实际上是变相发行债券，且发行额大大超过其自有资产净值，担保形同虚设，所筹集资金用途不明，投资风险大，投资者利益难以保障”，要求长城公司“限期清退所筹集资金”。此后沈太福宣布状告央行行长李贵鲜并索赔1亿元，直接向中央政府对抗，1993年3月29日举行了中外记者招待会。1993年3月31日在首都机场被捕。虽然他因非法集资被捕，但最后以贪污罪与行贿罪被起诉。1994年3月4日，北京市中级人民法院判决沈太福犯贪污罪与行贿罪，判处死刑、剥夺政治权利终身，并没收所有财产。经最高人民法院核准，沈太福于4月11日被执行枪决。